# Parlamentswahl in St. Vincent und den Grenadinen 2020
Die Parlamentswahl in St. Vincent und den Grenadinen 2020 (General elections) wurden am 5. November 2020 im karibischen Inselstaat St. Vincent und den Grenadinen durchgeführt. Der Nomination Day war der 20. Oktober 2020. Die Unity Labour Party (ULP) konnte zum fünften Mal in Folge die Wahl für sich entscheiden. Die Partei gewann neun der fünfzehn Sitze und konnte ein Mandat dazugewinnen. In diesen Wahlen konnte erstmals seit den Wahlen 1998 die Partei, welche die meisten Stimmen errungen hatte, nicht zugleich die meisten Sitze im Parlament gewinnen und erstmals seit 1994 gewann die New Democratic Party (NDP) die Mehrheit.

## Wahlsystem
Die 15 Mitglieder des House of Assembly wurden in Einzelwahlkreisen nach dem First-past-the-Post-System gewählt. Weitere sechs Mitglieder werden ernannt: vier von der Regierung und zwei von der Opposition.
Da die vorhergehenden Wahlen 2015 abgehalten worden waren, mussten verfassungsgemäß die Wahlen bis spätestens März 2021 abgehalten werden. Während die Wahlen davor dreimal im Dezember stattgefunden hatten, entschied sich der Premierminister Ralph Gonsalves die Wahlen im November abzuhalten.

## Hintergrund

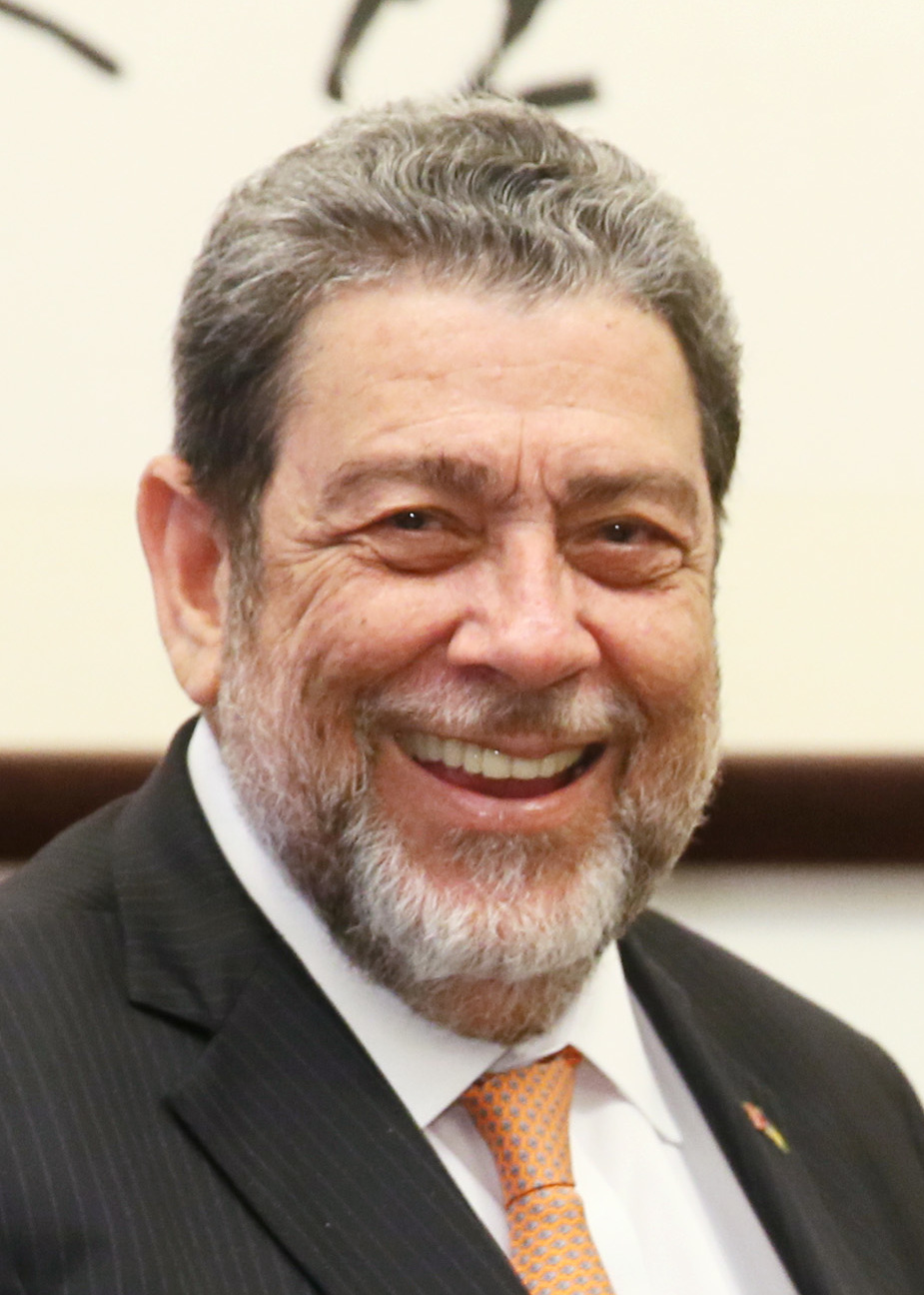
Ralph Gonsalves

Mehrere Kleinparteien entschieden sich, in den Wahlen nicht anzutreten. The SVG Party und die United Progressive Party beendeten beide ihre Wahlkampfkampagnen vor dem Nomination Day. Die Führerin der Democratic Republican Party, Anesia Baptiste, kündigte am 9. Oktober ihren Rücktritt an; sie gab bekannt, dass die Partei in den Wahlen nicht antreten würde.

### Teilnehmende Parteien

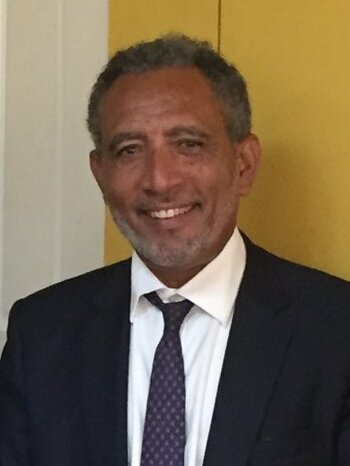
Godwin Friday 2019

| Partei                                            | Position                         | Ideologie                                                    | Führer                          | Slogan und Manifest                                         |
| ------------------------------------------------- | -------------------------------- | ------------------------------------------------------------ | ------------------------------- | ----------------------------------------------------------- |
| Unity Labour Party (ULP)                          | Mitte-links bis Politische Linke | Demokratischer Sozialismus Agrar-Sozialismus Republikanismus | Ralph Gonsalves (Dezember 1998) | „Lifting SVG higher.“                                       |
| New Democratic Party (NDP)                        | Mitte-rechts                     | Konservatismus Pro-Commonwealth                              | Godwin Friday (November 2016)   | „Let’s get SVG working.“                                    |
| Saint Vincent and the Grenadines Green Party (GP) | Politische Linke                 | Ökologismus Grüne Politik Nationalismus                      | Ivan O’Neal (Januar 2005)       | „VOTE GREEN for a strong economy and competent leadership.“ |

### Unity Labour Party
Die ULP trat ein fünftes Mal als regierende Partei im Wahlkampf an. PM Gonsalves bezeichnete sich daraufhin selbst als „5-Star General“ (Fünf-Sterne-General). Gonsalves verwies auf den Argyle International Airport und den Canouan Airport als Beispiele für die Erfolge der Partei für die Verbesserung der Infrastruktur. Er kritisierte die NDP für ihre Unterstützung des Citizenship by investment (CBI, Erwerb der Staatsbürgerschaft durch Investitionen), und später stellte er Theorien auf, dass ausländische Strategen den Wahlkampf der NDP leiten und die ULP ausspionieren würden. Im Kontrast zu den „ausländischen Einflüssen“ („foreign influences“) bei der NDP, betonte Gonsalves, dass das Parteimanifest der ULP „aus dem Innersten der Menschen dieses Landes käme“ („come from the bowels of the people of this country“). Er erklärte, dass neue ausländische Investitionen in Hotels und Flughafen dem Land ermöglichen würden, das einzige Land in der Organisation of Eastern Caribbean States ohne ein CBI-Programm (Citizenship by investment) zu bleiben.
Gonsalves Sohn Camillo, der bisherige Abgeordnete des Wahlbezirks East St. George, kritisierte die NDP für die Nominierung von Fitzgerald Bramble, welcher erst vor kurzem aus der Emigration zurückgekehrt war.

### New Democratic Party
Nachdem er die NDP bei den vier vorangegangenen Wahlen angeführt hatte, trat der ehemalige Premierminister Arnhim Eustace 2016 als Parteipräsident zurück, und schied 2020 auch aus der Assembly aus.
Der neue Parteiführer Godwin Friday kritisierte die Ämterpatronage der ULP und ihre Unfähigkeit, das Land in den 19 Jahren an der Macht zu verbessern: Während die ULP-Führer von Regierungsprojekten profitierten, sah sich der Durchschnittsbürger mit steigenden Lebenshaltungskosten und einer Arbeitslosenquote von über 30 % konfrontiert. Diese Situation führte dazu, dass viele junge Vinzentiner auswanderten, was die Entwicklung zusätzlich behinderte. Um dem entgegenzuwirken, schlug Friday mehrere Anreize vor, beispielsweise die Senkung des nationalen Mehrwertsteuersatzes und des Zinssatzes für Studienkredite sowie eine Reform des Hafenzollsystems. Er forderte außerdem eine Erhöhung des Mindestgehalts für Arbeitnehmer im Staatsdienst.
Während sich die NDP seit 2016 dafür eingesetzt hatte, dass das Land die Anerkennung von Taiwan auf China verlagert, milderte die Partei ihre Haltung nach einem Treffen mit Vinzentianern, die derzeit mit einem Stipendium in Taiwan studierten. Stattdessen deutete die Partei an, dass sie im Gegenzug für höhere Investitionen in SVG die Beziehungen zu Taiwan aufrechterhalten werde.
Shevern John, die Kandidatin der NDP für North Windward, wurde die Beurlaubung von ihrem Job als Lehrerin verweigert, so dass sie nicht an der Wahl teilnehmen konnte. Ein Recht, welches im Tarifvertrag zwischen der SVG Teacher’s Union (SVGTU) und der Public Service Commission (PSC) festgelegt ist. Stattdessen musste sie zurücktreten. Bereits im Jahr 2010 mussten drei Lehrer, die als NDP-Kandidaten kandidieren wollten, zurücktreten; Die SVGTU erwirkte eine Gerichtsentscheidung zugunsten der Lehrer, aber das PSC hatte die Lehrer bis 2020 nicht wieder eingestellt.

### SVG Green Party
In ihren Stellungnahmen kritisierte die Green Party sowohl die ULP als auch die NDP für ihre übermäßige Abhängigkeit von der Tourismusbranche. Die Partei versprach kostenlose Hochschulbildung und drahtloses Internet für alle Bürger. Darüber hinaus schlug die GP Initiativen für Green Economy vor, um ein nachhaltigeres Wirtschaftswachstum zu fördern und bessere Arbeitsplätze für die lokale Bevölkerung zu schaffen. Die anfängliche Finanzierung dieser Initiativen würde durch die Beseitigung von Schlupflöchern wie dem „Mustique Act“ erfolgen, der den (meist ausländischen) Einwohnern von Mustique Befreiungen von Steuern und Zöllen gewährte. Da die GP kleiner als die beiden anderen Parteien war, signalisierte sie Unterstützung für eine Koalitionsregierung.

## Ergebnisse
- ULP: 9
- NDP: 6

| ULP                          | 32.415 | 49,59 % | 9  |
| NDP                          | 32.899 | 50,33 % | 6  |
| Grüne                        | 00033  | 00,05 % | 0  |
| Unabhängige                  | 00016  | 00,02 % | 0  |
| Gültige Stimmen              | 65.363 | 100 %   | 15 |
| Ungültige Stimmen            | 326    | —       | —  |
| Wahlberechtigt / Beteiligung | 98.117 | 66,95 % | —  |
| Quelle:                      |        |         |    |

## Kandidaten
33 Kandidaten wurden insgesamt aufgestellt: 15 jeweils von ULP und NDP, 2 von der Saint Vincent and the Grenadines Green Party und ein Mitglied der ULP als Unabhängiger in South Leeward.
| Wahlkreis              | ULP                  | NDP                       | GP            | Amtsinhaber | Amtsinhaber          |
| ---------------------- | -------------------- | ------------------------- | ------------- | ----------- | -------------------- |
| Central Kingstown      | Dominic Sutherland   | St Clair Leacock          |               |             | St Clair Leacock     |
| Central Leeward        | Orlando Brewster     | Benjamin Exeter           |               |             | Louis Straker        |
| East Kingstown         | Luke Brown           | Dwight Fitzgerald Bramble |               |             | Arnhim Eustace       |
| East St. George        | Camillo Gonsalves    | Laverne Gibson-Velox      | Ivan O’Neal   |             | Camillo Gonsalves    |
| Marriaqua              | St. Clair Prince     | Bernard Wylie             |               |             | St. Clair Prince     |
| North Central Windward | Ralph Gonsalves      | Chieftain Neptune         | Kadmiel McFee |             | Ralph Gonsalves      |
| North Leeward          | Carlos James         | Roland Mathews            |               |             | Roland Mathews       |
| North Windward         | Montgomery Daniel    | Shevern John              |               |             | Montgomery Daniel    |
| Northern Grenadines    | Carlos Williams      | Godwin L. Friday          |               |             | Godwin Friday        |
| South Central Windward | Saboto Caesar        | Israel Bruce              |               |             | Saboto Caesar        |
| South Leeward          | Minerva Glasgow      | Nigel Stephenson          |               |             | Nigel Stephenson     |
| South Windward         | Frederick Stephenson | Noel Dickson              |               |             | Frederick Stephenson |
| Southern Grenadines    | Edwin Snagg          | Terrance Ollivierre       |               |             | Terrance Ollivierre  |
| West Kingstown         | Deborah Charles      | Daniel Cummings           |               |             | Daniel Cummings      |
| West St. George        | Curtis King          | Kay Bacchus-Baptiste      |               |             | Cecil Mckie          |

### Marginal Seats
| Unity Labour Party                                           | Unity Labour Party | Unity Labour Party  | Unity Labour Party | New Democratic Party | New Democratic Party | New Democratic Party   | New Democratic Party |
| Constituency                                                 | Constituency       | Constituency        | 2015 majority      | Constituency         | Constituency         | Constituency           | 2015 majority        |
| ------------------------------------------------------------ | ------------------ | ------------------- | ------------------ | -------------------- | -------------------- | ---------------------- | -------------------- |
| 1                                                            |                    | North Leeward       | 0,21 %             | 1                    |                      | Central Leeward        | 5,13 %               |
| 2                                                            |                    | South Leeward       | 1,61 %             | 2                    |                      | North Windward         | 5,13 %               |
| 3                                                            |                    | East Kingstown      | 2,26 %             | 3                    |                      | East St. George        | 7,79 %               |
| 4                                                            |                    | West Kingstown      | 7,02 %             | 4                    |                      | West St. George        | 8,40 %               |
| 5                                                            |                    | Central Kingstown   | 7,77 %             | 5                    |                      | South Central Windward | 10,16 %              |
| 6                                                            |                    | Southern Grenadines | 15,31 %            | 6                    |                      | Marriaqua              | 12,17 %              |
| 7                                                            |                    | Northern Grenadines | 34,44 %            | 7                    |                      | South Windward         | 12,58 %              |
|                                                              |                    |                     |                    | 8                    |                      | North Central Windward | 42,84 %              |
| Source: 2015 SVG General Elections Report - Electoral Office |                    |                     |                    |                      |                      |                        |                      |

Zum ersten Mal seit 1998 gewann die ULP kein Direktmandat. Allerdings stieg die Mehrheit der ULP um einen Sitz in North Leeward, den die ULP mit 7 Stimmen gewann. Alle anderen Sitze blieben in den Händen der Partei, die sie schon zuvor innegehabt hatte. Der Kandidat der NDP für North Leeward, Roland „Patel“ Matthews, forderte eine Neuauszählung. Einige Stimmen von beiden Seiten wurden in der Neuauszählung abgelehnt, so dass die finale Auszählung zeigte, dass die ULP mit einer einzigen Stimme gewonnen hatte.
Der National Monitoring and Consultative Mechanism (NMCM), ein einheimischer Wahlbeobachter, beurteilte die Wahlen insgesamt als frei und fair. Dies wurde durch die Beobachtermission der CARICOM bestätigt.
Gonsalves wurde am 7. November für seine fünfte Amtszeit vereidigt und Montgomery Daniel als stellvertretender Premierminister. Die Generalgouverneurin Susan Dougan gratulierte Gonsalves zu seinem Rekordsieg. Sie erinnerte ihn daran, nach der Wahl „eine Struktur zur Heilung“ (create a structure for healing) der Gesellschaft zu schaffen und sich sowohl an die Unterstützer der Opposition als auch an seine eigenen zu wenden.

### Results by constituency
| Constituency           | NDP   |       | ULP   |       | others |      | tot. valid | tot. turnout |     | tot. registered |
| ---------------------- | ----- | ----- | ----- | ----- | ------ | ---- | ---------- | ------------ | --- | --------------- |
| North Windward         | 2607  | 49,4% | 2669  | 50,6% |        |      | 5276       | 5292         | 77% | 6887            |
| North Central Windward | 889   | 23,6% | 2870  | 76,2% | 7      | 0,2% | 3766       | 3778         | 67% | 5680            |
| South Central Windward | 2100  | 47,3% | 2339  | 52,7% |        |      | 4439       | 4454         | 70% | 6345            |
| South Windward         | 1925  | 47,3% | 2145  | 52,7% |        |      | 4070       | 4091         | 61% | 6668            |
| Marriaqua              | 2088  | 46,1% | 2441  | 53,9% |        |      | 4529       | 4543         | 67% | 6798            |
| East St George         | 2649  | 48,0% | 2843  | 51,5% | 26     | 0,5% | 5518       | 5576         | 65% | 8636            |
| West St George         | 2246  | 46,3% | 2606  | 53,7% |        |      | 4852       | 4880         | 65% | 7559            |
| East Kingstown         | 2556  | 52,5% | 2309  | 47,5% |        |      | 4865       | 4879         | 68% | 7171            |
| Central Kingstown      | 2642  | 57,3% | 1965  | 42,7% |        |      | 4607       | 4625         | 63% | 7309            |
| West Kingstown         | 2492  | 58,4% | 1778  | 41,6% |        |      | 4270       | 4288         | 63% | 6840            |
| South Leeward          | 2958  | 54,5% | 2453  | 45,2% | 16     | 0,3% | 5427       | 5452         | 67% | 8141            |
| Central Leeward        | 2200  | 44,9% | 2703  | 55,1% |        |      | 4903       | 4924         | 73% | 6745            |
| North Leeward          | 2270  | 50,0% | 2271  | 50,0% |        |      | 4541       | 4580         | 74% | 6182            |
| Northern Grenadines    | 2126  | 82,2% | 459   | 17,8% |        |      | 2585       | 2599         | 62% | 4201            |
| Southern Grenadines    | 1151  | 67,1% | 564   | 32,9% |        |      | 1715       | 1728         | 58% | 2957            |
| Total                  | 32899 | 50,3% | 32415 | 49,6% | 49     | 0,1% | 65363      | 65689        | 67% | 98119           |
| source:                |       |       |       |       |        |      |            |              |     |                 |